# Aledo
Aledo es un municipio español situado en la Región de Murcia. Cuenta con 1108 habitantes (INE 2024)

## Geografía
Aledo se encuentra al pie de la vertiente meridional de Sierra Espuña, dentro de la comarca murciana del Bajo Guadalentín.
El emplazamiento del núcleo urbano de Aledo resulta estratégico, situado sobre un macizo escarpado, delimitado en tres de sus cuatro lados por los barrancos de Borrazán al oeste, La Fontanilla al este y la rambla de los Molinos al sur.

### Municipios limítrofes
| Noroeste: Totana | Norte: Totana | Noreste: Totana |
| Oeste: Lorca     |               | Este: Totana    |
| Suroeste Totana  | Sur: Totana   | Sureste: Totana |

## Naturaleza
Como municipio enclavado en las proximidades de Sierra Espuña, difruta de una flora y vegetación característica del piso mesomediterráneo. El sustrato es fundamentalmente calizo, con algunos enclaves silíceos de esquistos, argilitas y margas. Posee un ombrotipo semiárido-seco, con 300 mm de pluviosidad.

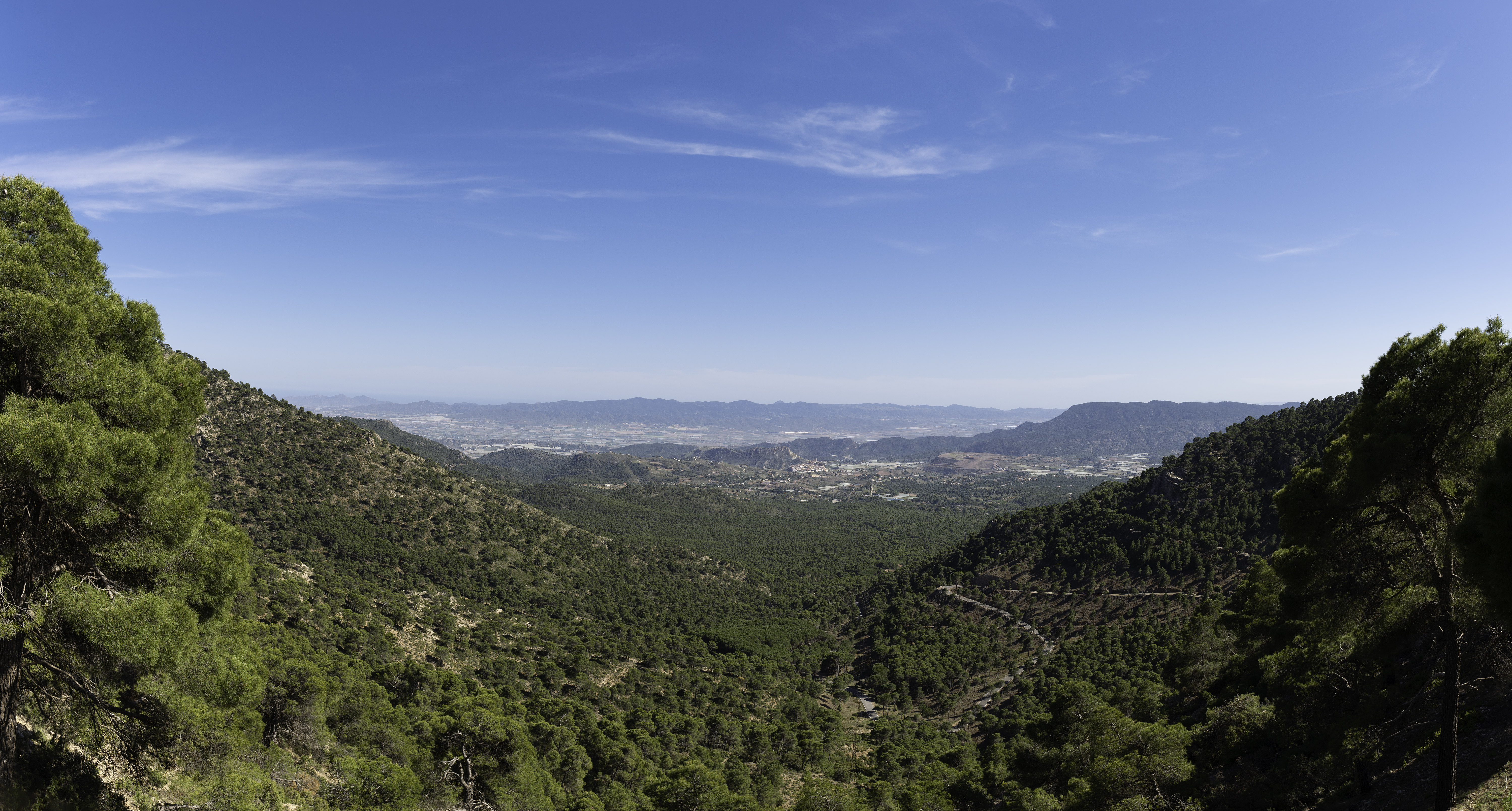
Vista de Aledo al fondo desde Sierra Espuña.

El componente principal de la formación boscosa es el pino carrasco, Pinus halepensis, fruto de la repoblación planificada por Ricardo Codorníu y Stárico, si bien a altitudes mayores se encuentra pino ródeno o Pinus pinaster y pino blanco o Pinus nigra. Además, algunos ejemplares de olmo o Ulmus glabra, cedro o Cedrus atlantica, ciprés o Cupressus arizonica, sabina mora o Tetraclinis articulata y el ciprés Cupressus sempervirens pueden ser abundantes puntualmente fruto de esta acción de la ingeniería de montes.
Existen carrascales de encina o Quercus rotundifolia, carrasca o Quercus faginea, coscoja o Quercus coccifera, Viburnum tinus, madroño o Arbutus unedo, lentisco o Pistacia lentiscus, olivilla o Phillyrea angustifolia, madreselva o Lonicera implexa, Bupleurum fruticosum, etc. Entre los matorrales, son frecuentes Ononis fruticosa, el romero o Salvia rosmarinus, Coronilla juncea, Coronilla minima, distintos tipos de jaras como Cistus clusii, Cistus albidus o Cistus salviifolius, terebinto o Pistacia terebinthus, falsa marihuana o Helleborus foetidus; Stachys circinata en roquedos, etc.
La fauna de mamíferos de gran tamaño se ve definida por la presencia de jabalíes, zorros y arruis o Ammotragus lervia, estos últimos introducidos con fines cinegéticos, de origen norteafricano.
Además de Sierra Espuña, en el término municipal destaca el paraje conocido como el estrecho de la Agualeja o la Arboleja.

## Historia

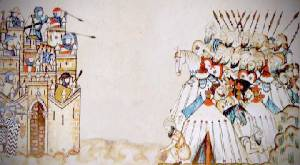
Dibujo medieval sobre el sitio de Aledo.

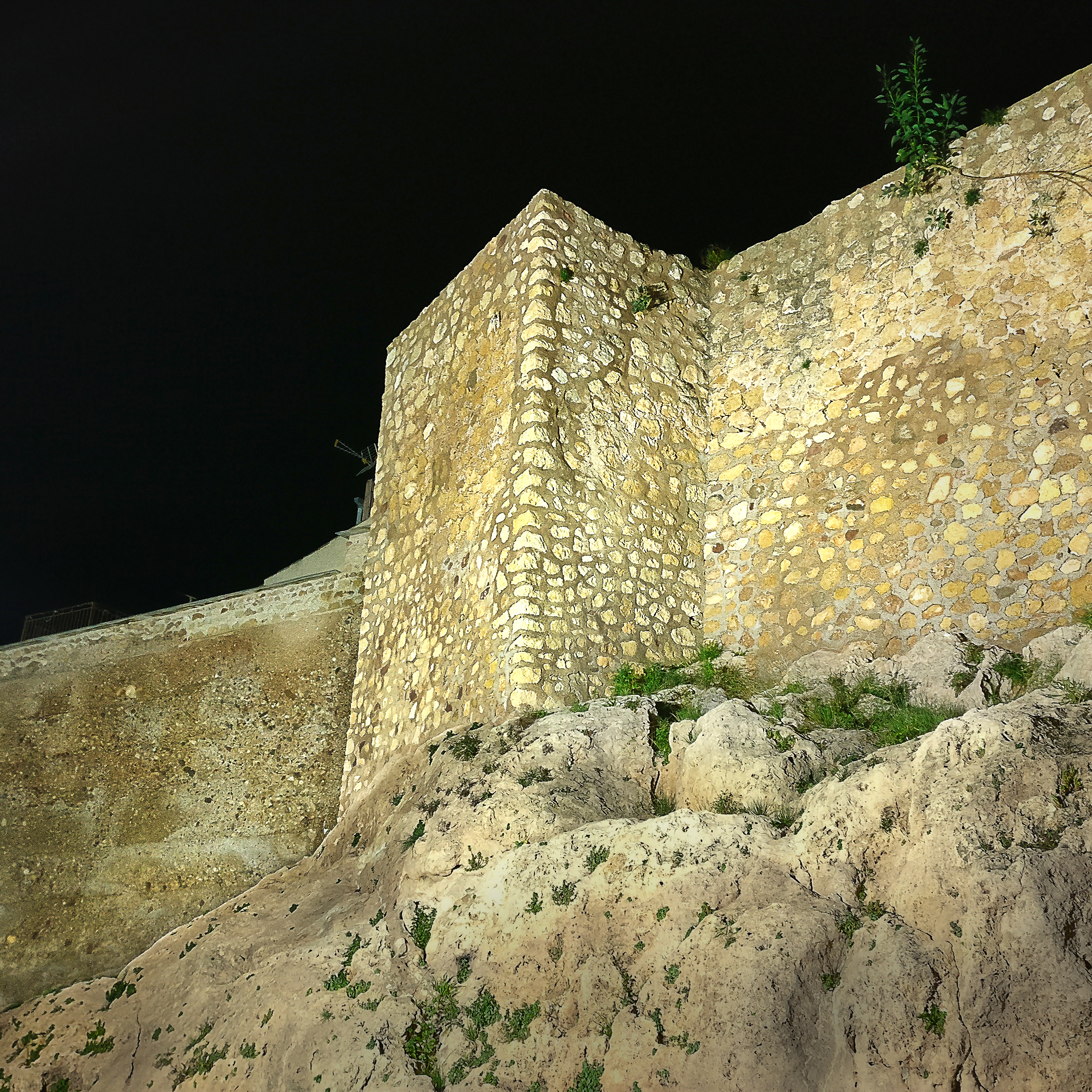
Murallas medievales de Aledo.

En 1088, el noble castellano García Giménez tomó el castillo de Aledo aprovechando el desconcierto musulmán tras la caída de Toledo (1085) y las disensiones entre los gobernadores murcianos y el emir sevillano, iniciando así el hostigamiento de los territorios andalusíes durante años. Este hecho motivó (junto a la toma de Toledo) la intervención del califa almorávide en la península.
La primera campaña árabe contra Aledo fracasó estrepitosamente, el emir de Murcia, Ibn Rashiq, acabó por colaborar con Alfonso VI de León al temer que Al-Mutamid de Sevilla y el almorávide Ibn Tasufín habían acordado la entrega de Murcia a los sevillanos. Aunque los cristianos lograron librarse del cerco musulmán, la incomparecencia de El Cid en Aledo supuso su segundo destierro. 
Tras tres cercos infructuosos de los almorávides, finalmente en el 1091-92 los castellanos decidieron abandonar la plaza dadas las dificultades para seguir defendiéndola, volviendo a manos musulmanas.
Una vez incorporada la Taifa de Murcia a la Corona de Castilla, Aledo pasó a pertenecer a la Orden de Santiago. 
A finales del siglo XV y principios del XVI, tras la caída del Reino nazarí de Granada y la unión de las coronas de Castilla y Aragón, la población pasó a ocupar los valles en detrimento de los emplazamientos defensivos en las montañas. Así, los habitantes de la localidad serrana de Aledo comenzaron a trasladarse al emplazamiento actual de Totana, sito en el valle del Guadalentín. De esta manera Totana, que había sido siempre un arrabal de Aledo, aumento en gran medida su población, no siendo hasta 1793 cuando se produjo la independencia de ambos núcleos en municipios separados.

## Administración y Ayuntamiento
| Partido                   | 2023    | 2023       | 2019    | 2019       | 2015    | 2015       |
| Partido                   | % Votos | Concejales | % Votos | Concejales | % Votos | Concejales |
| Aledo Avanza              | 47,62%  | 5          |         |            |         |            |
| Partido Socialista (PSOE) | 33,37%  | 3          | 48,28%  | 4          | 49,38 % | 4          |
| Partido Popular (PP)      | 18,05%  | 1          | 21,53%  | 2          | 48,27%  | 3          |
| Ciudadanos (C's)          | -       | -          | 29,94%  | 3          | -       | -          |
| TOTAL                     |         | 9          |         | 9*         |         | 7          |

Fuente: .
(*) Se produce un aumento de concejales debido al aumento de la población respecto a 2015.
| Mandato   | Nombre                          | Grupo        |
| --------- | ------------------------------- | ------------ |
| 1979-1983 | Antonio Martínez Martínez       | UCD          |
| 1983-1987 | Francisco García                | PP           |
| 1987-1991 | Alejandro López Martínez        | PP           |
| 1991-1995 | Simón Alcaraz Alcaraz           | PP           |
| 1995-1999 | Simón Alcaraz Alcaraz           | PP           |
| 1999-2003 | Simón Alcaraz Alcaraz           | PP           |
| 2003-2007 | Simón Alcaraz Alcaraz           | PP           |
| 2007-2011 | Simón Alcaraz Alcaraz           | PP           |
| 2011-2015 | Simón Alcaraz Alcaraz           | PP           |
| 2015-2019 | Juan José Cánovas Andreo        | PSOE         |
| 2019-2023 | Francisco Javier Andreo Cánovas | Cs           |
| 2023-     | Francisco Javier Andreo Cánovas | Aledo Avanza |

## Geografía humana

### Demografía
Cuenta con una población de 1108 habitantes (INE 2024).
| Gráfica de evolución demográfica de Aledo entre 1842 y 2021                                                           |
| |
| Población de derecho según los censos de población del INE. Población de hecho según los censos de población del INE. |

### Economía
Principalmente agrícola, se cultiva de modo intensivo la uva de mesa en parral y en menor grado, el clavel. Asimismo, Aledo es un importante foco de la alfarería tradicional murciana.

## Monumentos

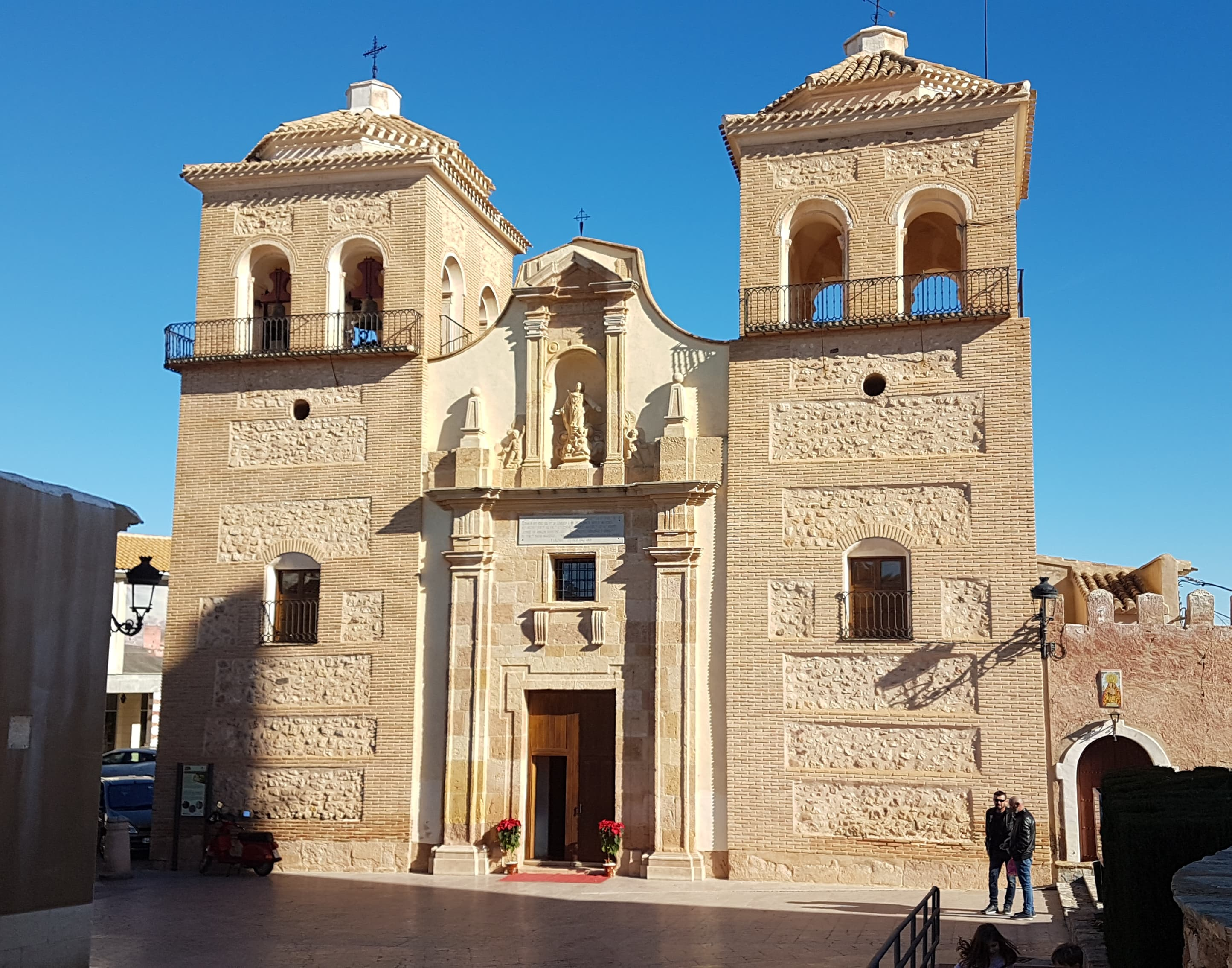
Iglesia de Santa María la Real de Aledo

### Monumentos religiosos
- Iglesia de Santa María la Real

La iglesia, primitiva parroquia de esta villa, fue fundada por los Maestres de la Orden de Santiago después de la conquista y consagrada a Nuestra Sra. de la Asunción en 1741.
Debido al mal estado de conservación del templo primitivo, el 15 de julio de 1761 se termina el expediente para dar comienzo a la construcción de una nueva iglesia. La construcción se termina en 1804, gracias a la aportación del comendador y rey de Etruria Carlos Luis de Borbón.
La iglesia es de estilo barroco, con fachada herreriana en piedra, flanqueada por dos torres gemelas. A los pies de la iglesia se sitúa la Capilla del Bautismo, alarde de perfección constructiva en cuanto a su acústica.
La imagen titular es de corte gótico, sedente y con el Niño sobre la rodilla, originaria del siglo XVI. Otra escultura destacada es la Virgen de la Aurora (1775), de Francisco Salzillo.

### Castillo de Aledo

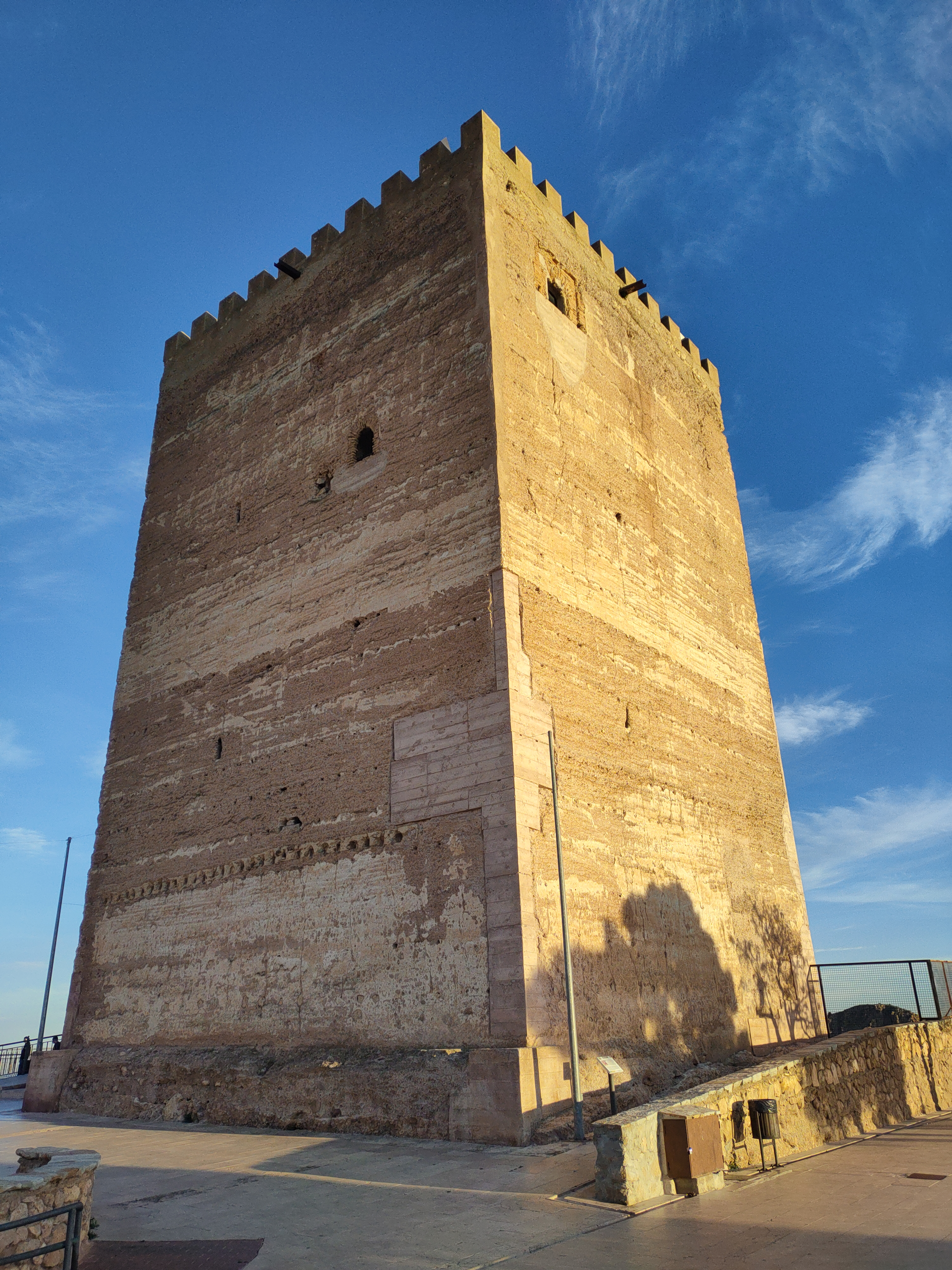
Torre de la Calahorra del Castillo de Aledo.

El castillo de Aledo en origen fue construido por los musulmanes en la Alta Edad Media para favorecer la defensa de este enclave de gran valor, un altozano en la falda meridional de Sierra Espuña que vigila un amplísimo territorio, principalmente el valle del Guadalentín, pasillo de comunicación entre Levante y las tierras del Reino de Granada. En días claros se llega a divisar incluso la costa mediterránea.
Debido a la importancia estratégica del mismo, para poder abastecerse ante posibles asedios la propia construcción original incluía un sistema de abastecimiento de agua.
Una vez se produjo la conquista cristiana, la conocida como torre de la Calahorra fue reconstruida bajo auspicios de la Orden de Santiago, siendo el componente más conspicuo y visitado de la fortaleza que hoy es observable. La torre fue declarada Monumento Nacional en 1931, mientras que el conjunto está declarado Bien de Interés Cultural por la disposición adicional segunda de la Ley 16/1985, de 25 de junio del patrimonio histórico.

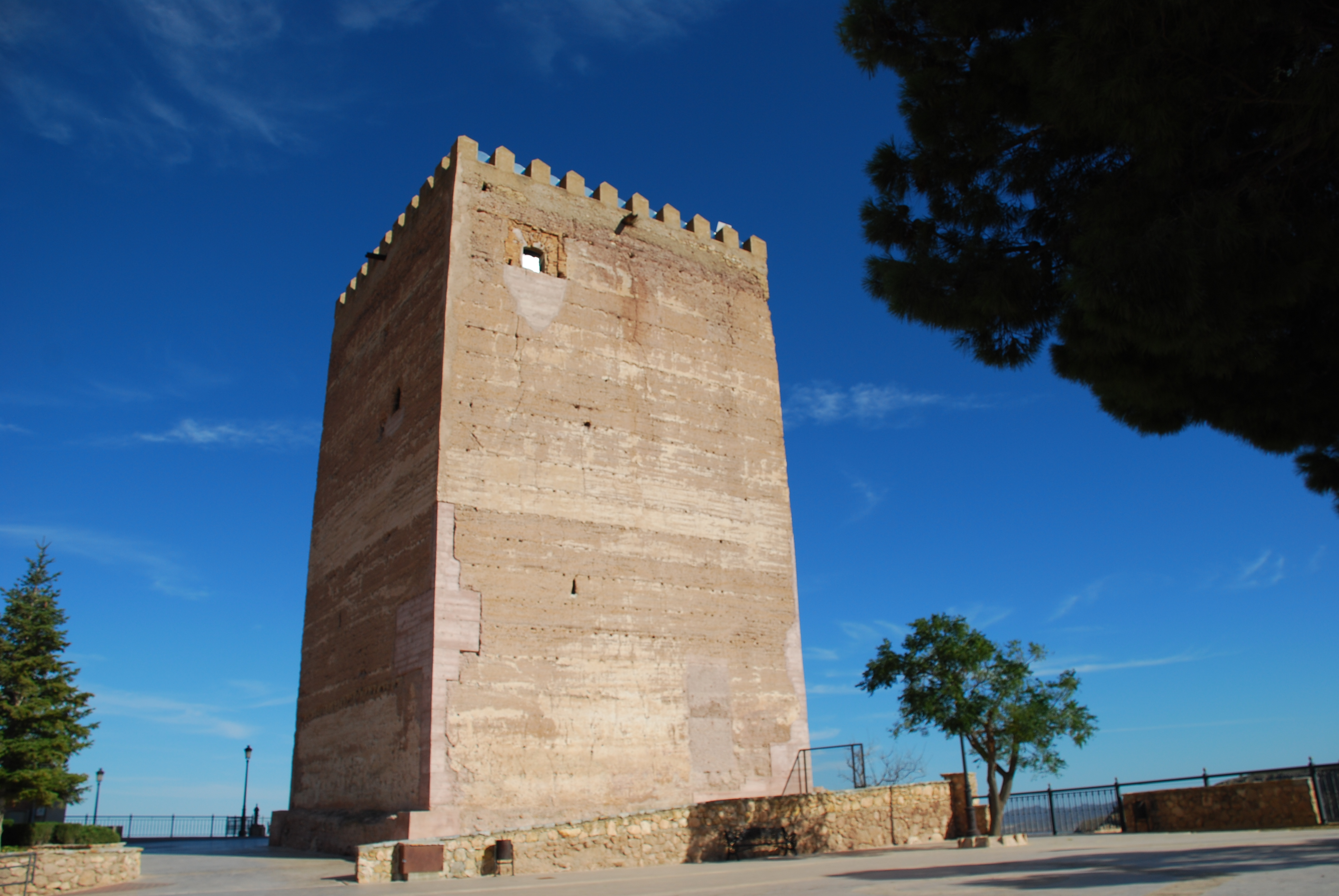
Torre del Homenaje o de la Calahorra
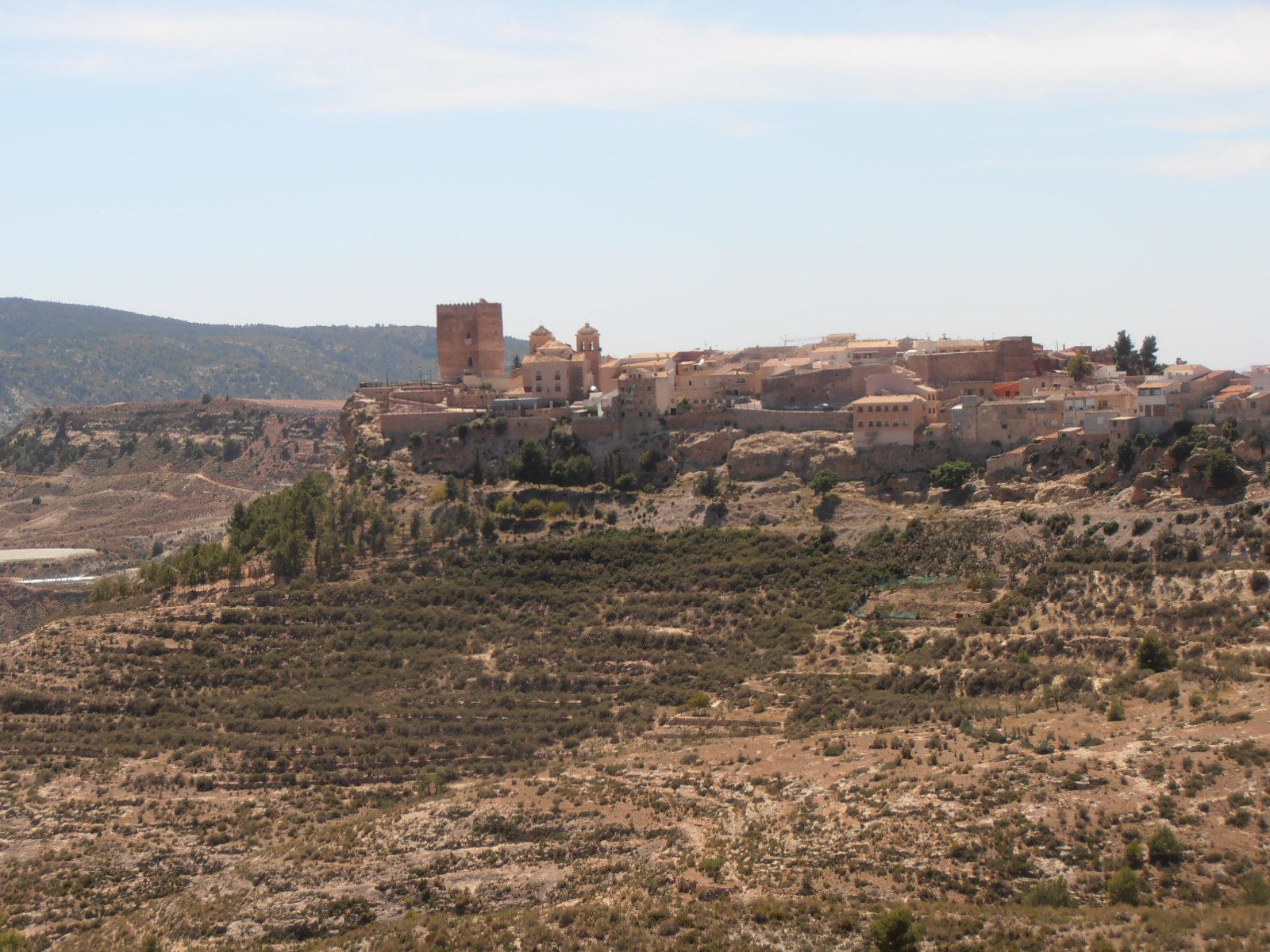
Estratégico emplazamiento de Aledo

Otros monumentos son: La Picota de Aledo, única en la Región de Murcia, la Muralla de Aledo, la Torre del Agua, o Torreta (restaurada en 2023), la Estatua al Donante de Sangre, la Puerta de las Tradiciones, la Fuente de Allá' Bajo, el Busto al Tío Juan Rita o el Molino Nuevo de Patalache, que se encuentra en la Rambla de los Molinos, junto a otros 10 molinos.

## Cultura y Fiestas

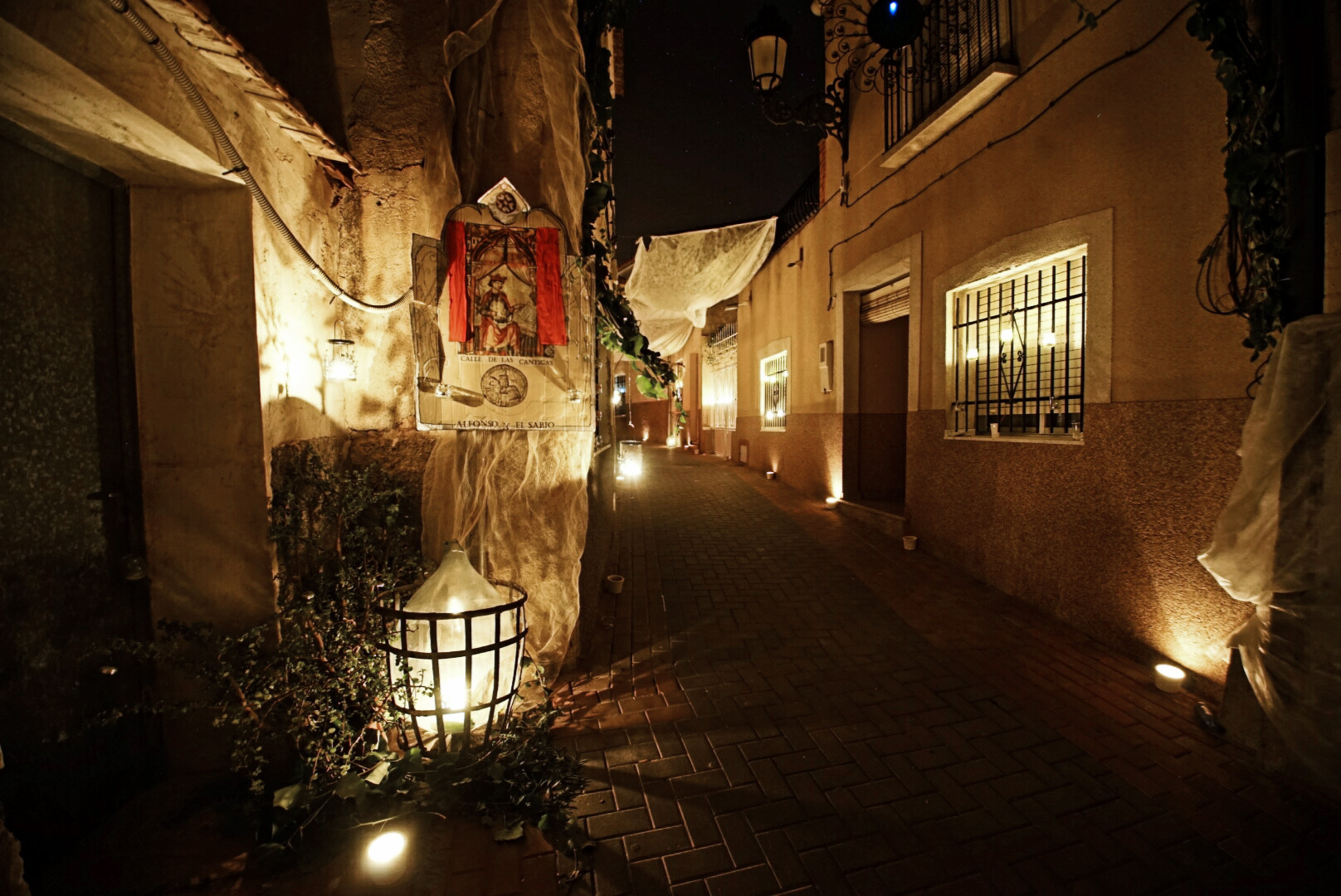
Calles del casco antiguo de Aledo durante la celebración de La Noche en Vela.

- Auto de los Reyes Magos (6 de enero).- Tradición popular con más de doscientos años de antigüedad, protagonizada por varias cuadrillas de hijos del pueblo. Así, la Cuadrilla de Ánimas interpreta sus marchas de Pascua y una serie de cantos que se incluyen en el texto del Auto. Al término de la obra, el Rey Herodes, desde el balcón de su corte, lee las bombas, versos que dan un repaso a lo acontecido durante todo el año tanto a nivel nacional como local. Combinando la tradición con la actualidad. Tras la misa, las cuadrillas desfilan por las calles del pueblo, hasta el lugar donde los maestros del trovo, declamando sus versos, acaban por recolectar el dinero con que sufragar los gastos de la fiesta,[4] como la paella gigante donde vecinos y visitantes pueden reponer fuerzas para afrontar la tarde y su baile de pujas.
- En la Semana Santa destaca la Agonía del Viernes Santo, acto sacro donde dos voces del pueblo representan las últimas palabras de Jesús en el Calvario y la lanzada del capitán de los "armaos".
- Fiestas de San Marcos (25 de abril), con los típicos "gornazos"
- Fiestas patronales en honor a Santa María La Real, al Corpus Christi (Santísimo Sacramento del Altar), al cual se le permite sacar en procesión el domingo más cercano al día de San Agustín (28 de agosto) gracias a una bula papal, y San Agustín (28 de agosto), y la popular Fiesta del Carro.
- Festival Internacional Early Music Aledo, que reúne durante unas semanas en los meses de verano a músicos provenientes de dentro y fuera de España en torno a la Música Antigua y al patrimonio de Aledo. Durante la realización del festival, los espacios más emblemáticos de Aledo, como la Torre del Homenaje, la Iglesia de Santa María la Real o el estrecho de la Arboleja se llenan de Música Antigua con grupos de música de cámara, grupos orquestales o conciertos educativos. Web de Early Music Aledo
- Aledo es Leyenda, celebrado a principios de julio.
- Picota Festival, celebrado en verano.
- Noche en Vela, celebrada a principios de agosto. Todo el casco antiguo de Aledo, conocido como el Altoaledo, se alumbra de velas y rincones temáticos, sin ninguna luz artificial.
- Ecos festival, que se celebra en los municipios del territorio de Sierra Espuña a principios de septiembre.

## Gastronomía
- "Gachasmigas" con tropezones.
- El "Jallullo".
- La mantellina, licor tradicional hecho con anís, agua, miel y limón.

Término municipal de Aledo respecto a la Región de Murcia.

- La Torta de pimiento molido

## Comunicaciones

### Por carretera
Las principales vías de comunicación son las carreteras RM-502, que comunica el municipio con Totana, y RM-503 hacia Bullas.

### Autobús
Presta servicio la siguiente línea de autobús interurbano:
| Línea   | Recorrido      | Operador         |
| ------- | -------------- | ---------------- |
| MUR-056 | Aledo - Totana | Autocares Espuña |